# Чуїч-Брдо
45°02′ пн. ш. 15°38′ сх. д. / 45.04° пн. ш. 15.63° сх. д.
Чуїч-Брдо (хорв. Ćuić Brdo) — населений пункт у Хорватії, в Карловацькій жупанії у складі громади Раковиця.

## Населення
Населення за даними перепису 2011 року становило 8 осіб.
Динаміка чисельності населення поселення: